# Wesley Mitchell
Wesley Clair Mitchell (Rushville, 5 agosto 1874 – 29 ottobre 1948) è stato un economista statunitense, noto per le sue ricerche sul ciclo economico e per aver guidato il National Bureau of Economic Research per due decenni, dopo la sua fondazione.

## Biografia
Era il secondo figlio di un medico della guerra civile che è poi diventato un agricoltore.
Ha conseguito il dottorato di ricerca presso l'Università di Chicago nel 1899. Tra i suoi maestri più importanti: Thorstein Veblen e John Dewey. Chi più ha influenzato il suo modo di pensare è stato James Laughlin, uno specialista nella teoria monetaria, in contrasto con la teoria quantitativa della moneta, e diretto la sua tesi.
Mitchell ha insegnato economia a Chicago (1899-1903), professore assistente (1903-1908) e poi professore di Economia presso l'Università di Berkeley (1909-1912), docente ospite presso l'Università di Harvard (1908-1909), insegnante conferenza (1913) e professore (1914-1944) presso l'Università di Columbia. È stato anche uno dei fondatori di The New School of Social Research, dove ha insegnato 1919-1922. Dal 1920 ha lavorato per il National Bureau of Economic Research (National Bureau of Economic Research degli Stati Uniti), di cui è stato direttore di ricerca fino al 1945.
Tra il 1923 e il 1924 è stato presidente della American Economic Association. Mitchell è stato anche membro del "Comitato di Presidenza per gli affari sociali" (1929-33). Dal 1941, entrò a far parte della Fondazione per lo Studio dei Cicli.
È stato attraverso il National Bureau of Economic Research che Mitchell ha avuto una grande influenza. I suoi colleghi più noti sono stati Arthur F. Kuznets Burns e Simon che nella sua autobiografia  riconosce "il grande debito intellettuale con Mitchell."

## La moneta
La tesi di Mitchell e poi il suo libro pubblicato nel 1908 sono incentrati sulle conseguenze del regime di carta moneta inconvertibile stabilito dall'Unione durante la Guerra Civile. Nonostante riguardi il comportamento del prezzo dell'oro e dei salari in una determinata situazione storica, va oltre la storia economica tentando di fornire una spiegazione quantitativa del comportamento dell'economia degli Stati Uniti.

## Il ciclo economico
Il ciclo economico era un problema abbastanza importante da occupare il resto della vita di Mitchell. Il suo libro "Business Cycles", è stato pubblicato nel 1913. Il prologo inizia:
"Questo libro fornisce una descrizione analitica del complicato processo attraverso il quale imprese stazioni, la prosperità, la crisi, la depressione e il recupero si verificano nel mondo moderno. Il materiale è costituito principalmente da dati di mercato e statistiche sui cicli economici si sono verificati dal 1890 in Stati Uniti, Inghilterra, Germania e Francia."
Nel 1923 in Business Cycles e la compilazione Unemployement ("cicli economici e di disoccupazione"), ha analizzato la periodicità delle crisi cicliche e le fasi e le caratteristiche generali, dallo studio di una dozzina di intervalli di crisi fino al 1920,1
Nel 1927 in "Business Cycles: The Problem and its Setting" espone conclusioni teoriche generali:
"Le crisi non sono che una caratteristica ricorrente dei "cicli". Non esiste uno stato 'normale'  dell'economia, interrotto solo da crisi occasionali, ma ormai è accettato uno stato di fluttuazione continua, con un ritmo più o meno regolare,tra depressione, crisi, ripresa e prosperità, che a sua volta precede una nuova crisi."
Nel 1946 ha pubblicato con Arthur F. Brucia il suo più grande lavoro, "Measuring Business Cycles" ("Lo studio quantitativo dei cicli economici"), uno studio sistematico sulla base di serie temporali che  dimostra la ricorrenza periodica di ciascuna delle fasi del ciclo economico, in modo che ciascuna di esse è germe della successiva.
Per Mitchell l'economia istituzionale è lo studio del contesto storico e la base di riferimento per l'interpretazione dei fenomeni economici (produzione e distribuzione). Lo studio del contesto storico è necessario per misurare le variabili appropriate o "proxy". La misura, anche se quantitativa, non è mai meccanica: il ricercatore deve sempre cercarne il significato.

## Influenza sulla storia del pensiero economico
Mitchell ha dato contributi importanti sulla storia del pensiero economico: "Types of Economic Theory from Mercantilism to Institutionalism" è stato pubblicato nel 1967 dopo la sua morte.